# Leptonesiotes virkkii
Leptonesiotes virkkii là một loài bọ cánh cứng trong họ Chrysomelidae. Loài này được Santiago-Blay, Poinar & Craig miêu tả khoa học năm 1996.